# Историја социологије
Историја социологије као научне дисциплине почиње убрзо након Француске револуције. Јавља се као позитивистичка наука друштва. Генезу дугује различитим кључним кретањима у филозофији науке и филозофији знања. Модерна академска социологија настала је као реакција на модерност, капитализам, урбанизам, рационализам, колонизације и империјализам. Нагласак на концепту модерности, а не просветитељства.
Разна квантитативна друштвена истраживања технике су постала уобичајени алат за владе, предузећа и организацију, а такође су нашле примену у другим друштвеним наукама.

## Историја
Социолошко образложење може се пратити уназад барем што се тиче старих Грка. Прото-социолошка запажања се могу наћи у оснивачким текстовима западне филозофије (Херодот, Тукидид, Платон и тако даље), као и у не-европској мисли личности, као што су Конфучије. Карактеристични трендови у Социолошком размишљању античких Грка може се пратити уназад до њиховог друштвеног окружења.
У 13. веку, кинески историчар Туан Лин, први пут препозната обрасце друштвене динамике као основне компоненте историјског развоја у својој чувеној енциклопедији, Венкиан Тонгкао или "свеобухватно испитивање књижевности".
Термин („социологија“) први пут је употребио француски есејист Емануел Жозеф Сије (1748 — 1836), из латинског: Sociousom, „пратилац“; и суфикс -ологи, „проучавање“, од грчког Формат „знање“. У 1838, француски мислилац Огист Конт коначно поставио дефиницију социологије. Граф раније изразио свој посао као „друштвена физика“, али су тај термин присвојили други, пре свега белгијски статистичар, Адолф Кетеле (1796—1874).

## Друштвени дарвинизам
Херберт Спенсер (1820 — 1903), је енглески филозоф, био је један од најпопуларнијих и најутицајнијих социолога из 19. века Спенсер је покушао да преформулише дисциплину у оно што би смо сада могли описати као друштвени Дарвинизам. Спенсер је објавио Студије социологије 1874, што је била прва књига са појмом „социологије“ у наслову. У 1900. примераку међународног часописа, Франклин Х. Гидинс (1855—1931), први професор социологије на Универзитету Колумбија, описао га је у књизи да је „први пробудио у Енглеској, Америци, Француској, Италији и Русији широк интерес, општи интерес“ у тадашњој младој дисциплини социологије. Процењује се да је Чарлс Хортон Кули продао милион књига у свом животу, далеко више него било који други социолог у то време. Дакле, јак је био његов утицај да многи други мислиоци 19. века, укључујући Емила Диркема, дефинишу своје идеје у вези са његовим. Такође, значајан биолог, Спенсер је сковао термин „опстанак најспособнијих“ као основни механизам. Док су многи интелектуалци тог времена били заговорници социјализма као начин управљања друштва, Спенсер је био критичар социјализма и заговорник за „лесе фер“ стила власти. Његове идеје су веома поштовали конзервативци из политичких кругова, посебно у Сједињеним Америчким Државама и Енглеској.
Савременик Спенсера Лестер Франк Вард се често описује као отац америчке социологије и био је први председник Америчког социолошког удружења у 1905. и служио је на тој позицији до 1907. Његова дела су Нацрти социологије 1898; Чиста Социологија 1903. године; и примењену социологију 1906. године, са 65 година био је именован за професора социологије на универзитету Браун.

 и служио је као први председник Америчког социолошког друштва од 1905. до1907. Објавио је дело Динамичка социологија 1883; Outlines of Sociology 1898; Чиста социологија 1903; и Примењена социологија 1906. Такође, 1906, са 65 година, постављен је за професора социологије на Универзитету Браун.

## Настанак социологије

### Грађански правац у социологији
Друштво је и раније изучавано у оквиру филозофије, али је полако дошло до потребе да се створи засебна наука о друштву. То је први остварио Огист Конт (1798.-1857. године) у свом „Курсу позитивне филозофије” у коме је вршио класификацију науке. Он је социологији одредио задатак изучавања друштва у ћелини, како у стању мировања, тако и у стању кретања. Отуда се социологија одмах дели на социјалну статику и динамику.
Социјална статика има задатак приказивања анатомије друштва у мировању и откривања неопходних услова за одржавање складних односа у друштву, па на тај начин и јединства друштва као ћелине. Према Конту, темељна јединица друштва је породица јер она представља природно стање човекове активности и у њој владају односи који чине природни темељ свих односа у друштву. То су односи неједнакости (између полова, генерација) и односи подређености (између генерација и на темељу старешинства). У складу с тим, он у социјалној структури наводи четири класе:
- Спекулативна класа представља носитеље научне, филозофске и естетске делатности, због чега имају највиши положај у друштву.
- Практичну класу чине представници производње и промета (банкари, трговци, предузетници).
- Пољопривредничка класа
- Радничка класа

Социјална динамика према Конту треба да дубе општа теорија природног напретка човечанства. Она треба да изучава узроке и законитости друштвених промена.
Механичке теорије објашњавају друштвене појаве и процесе помоћу закона који владају у природи, односно физици и хемији. У механички оријентисане социологе убраја се Вилфредо Парето (1848.-1923) који је развио теорију о социјалној равнотежи коју је објаснио помоћу два појма: резидујум и дериватум.
Биолошке теорије сматрају друштво делом органског света који проучава биологија, те исти закони и методи који вреде у биологији, морају вредити и за социологију. Због открића да сва жива бића имају ћелијску структуру и открића борбе за опстанак, биолошке се теорије раздвајају на два дела, - организацијске и социјал-дарвинистичке.
- Најзначајнији представник организацијског правца је Херберт Спенсер (1820.-1903) који је сматрао да за друштво важе закон еволуције, закон одржања енергије (материје) и борба за опстанак. Он је изложио свој концепт преласка друштва из ниже фазе у вишу:
  - Милитаристичка фаза је фаза у којој су људи организовани у хорде и у којој се организује чврста војна организација и дисциплина, одрицање од личних права и покоравање војном вођи. Временом, то прелази у деспотизам у коме се ствара хијерархија.
  - Индустријска фаза је она у којој је особа слободна, па могу доћи до изражаја њене способности и потребе. Овде се борба за опстанак очитује на начин да преживи оно друштво које се боље прилагоди индустријском раду, али и које уважава личне потребе.
- Социјал-дарвинистички правац сматра да се друштво може објаснити само помоћу закона о борби за опстанак. Најзначајнији представник овог правца је Лудвиг Гумпловиц (1838–1909). Он сматра да се у друштву води немилосрна борба између раса, од којих су неке више, а неке ниже.

Психолошке теорије истичу свест и психу као најважније особине човека. Међу првима са оваквим ставовима био је Џон Стјуарт Мил (1806.-1873. године) који је сматрао да људи у друштву задржавају исте особине као и појединци. Такво тумачење се брзо развијало и раздвојило у више смерова. Најзначајнија три су индивидуално-психолошки, колективно-психолошки и социјално-психолошки смер.
- Индивидуално-психолошки смер објашњава друштво, као и све појаве, процесе и односе у њему, и законитости друштва уопште, елементима личне психе. Габријел Тард (1843.-1904. године) сматра да је кључни елемент психе подражавање. Вилијам Макдугал (1871.-1938. године) томе додаје и инстинкт. Сигмунд Фројд (1876.-1939. године) сматра да су кључни елементи нагони, и то два кључна: полни нагон и агресивни нагон. Макс Вебер (1864.-1920. године) сматра да се све друштвене појаве могу објаснити њиховим унутрашњим смислом. Због тога не треба испитивати узроке појава, него их само треба разумети (идеално-типске конструкције).
- Колективно-психолошки смер је настао у класичној немачкој филозофији, посебно у Хегеловим ђелима. Најистакнутији представник овог смера Емил Диркем (1858.-1917. године) каже, да друштво није једноставан збир чинилаца, него да има своја обележја и законитости.
- Социјално-психолошки правац настао је са тежњом да се превазиђе екстремност претходна два правца. Најистакнутији представник је Жорж Гурвич (1897.-1965. године). Он, класифицирајући социологију, друштвене појаве дели на структуиране и на аструктуралне. Структуиране појаве су и конкретно-апстрактне, тј. то су велике друштвене групе. Аструктуралне појаве су апстрактне и то су микросоциолошке појаве, мале друштвене групе. Структуиране појаве изучава макросоциологија, док аструктуралне изучава микросоциологија. Појаве које изучавају микро и макросоциологија, спадају у подручје хоризонталног плурализма. Поред овога постоји и вертикални плурализам који изучава структуре друштва кроз слојеве из којих се оно састоји, и то изучава дубинска социологија. Према Гурвичу, постоји десет слојева од којих се састоји друштво у вертикалној структури. То су:
  - морфолошка и еколошка површина
  - друштвене организације или организоване надградње
  - друштвени узори
  - колективна понашања која се одвијају са одређеном привлачношћу, али изван организацијских апарата
  - сплетови друштвених улога
  - колективни ставови
  - друштвени симболи
  - еруптивна, новаторска и стваралачка колективна понашања
  - колективне идеје и вредности
  - колективна друштвена стања и колективни психички акти
- Бихевиористичка социологија настоји да објасни друштво, друштвене појаве и појединачну психу као резултат друштвеног понашања појединаца, које је у крајњој линији њихова реакција на спољно окружење.

Функционализам је један од најутицајнијих праваца у савременој грађанској социологији. Јавља се у три варијације: првобитној биологистичкој, нормативној и социјално-кибернетској. Основна идеја је схватање да је друштво трајна и стабилна структура, чији су елементи чврсто повезани и чине складну ћелину. Сваки елемент те ћелине има одређену улогу, чији је задатак да вршити одређену делатност која представља допринос одржавању постојеће целине, пре свега у стању хармоничне равнотеже. Основни принципи су:
- Принцип функционалног јединства друштва, по којем је друштво затворени систем хармонично усклађених делова,
- Принцип универзалности, по којем сваки део друштва има позитивну улогу у одржавању система,
- Принцип нужности, по којем сваки део, вршећи своју улогу, одржава континуитет система,
- Принцип динамичне равнотеже и континуитета, по коме у сваком друштвеном систему постоје механизми који га држе у равнотежи или су способни да га после поремећаја равнотеже враћају у пређашње стање.